# Mentha arvensis

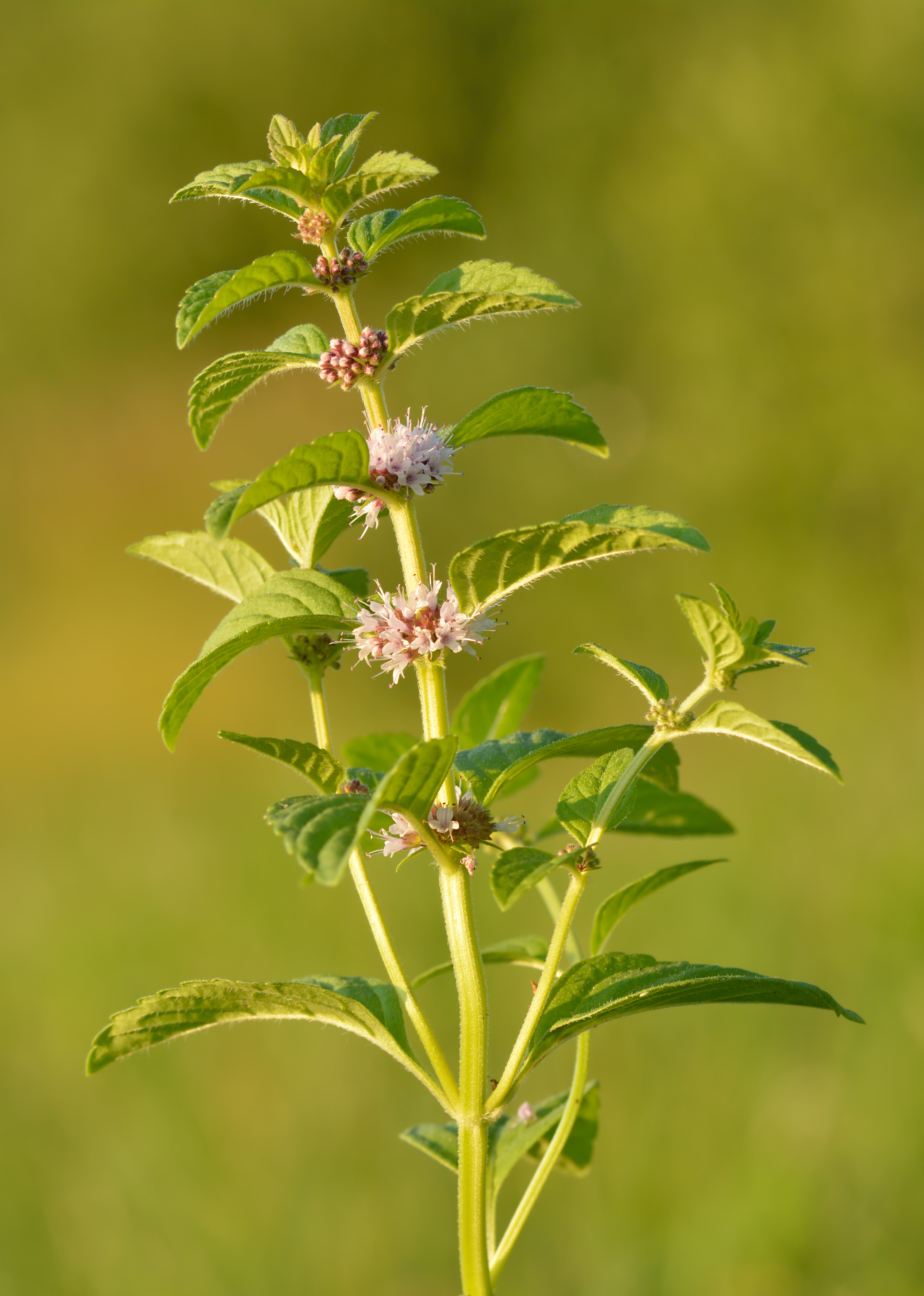

La menta silvestre (Mentha arvensis) es una especie de planta fanerógama perteneciente a la familia Lamiaceae, es nativa de las regiones templadas de Europa y Asia central y occidental, este del Himalaya y de Siberia.

## Descripción
Es una planta herbácea perenne que alcanza los 10–60 cm (raramente los 100 cm) de altura. Las hojas son opuestas, simples  y de 2–6,5 cm de longitud y 1–2 cm de ancho, peludas, y con los márgenes serrados. Las flores son de color púrpura pálido (ocasionalmente blancas o rosas), en agrupaciones sobre los tallos, cada flor tiene 3–4 mm de longitud.

## Variedades
Tiene seis subespecies:
- Mentha arvensis subsp. arvensis.
- Mentha arvensis subsp. agrestis (Sole) Briq.
- Mentha arvensis subsp. austriaca (Jacq.) Briq.
- Mentha arvensis subsp. lapponica (Wahlenb.) Neuman
- Mentha arvensis subsp. palustris (Moench) Neumann
- Mentha arvensis subsp. parietariifolia (Becker) Briq.

La especie Mentha canadensis está incluida en M. arvensis por algunos autores como dos variedades, M. arvensis var. glabrata Fernald y M. arvensis var. piperascens Malinv. ex L.H.Bailey.

## Sinonimia
- Mentha parietariifolia Becker ex Strail 1887
- Mentha versannii Gand. 1880
- Mentha verisimilis Strail [1887]
- Mentha varians Host 1831
- Mentha tenuifolia Host [1831]
- Mentha tenuicaulis Strail [1887]
- Mentha sylvatica Host [1831]
- Mentha subcordata Callay in Billot
- Mentha slichoviensis Opiz ex Déségl. 1882
- Mentha scribae F.W.Schultz 1873
- Mentha schreberi Pérard 1878
- Mentha x sativa subsp. procumbens (Thuill.) Berher in Louis 1887
- Mentha x sativa subsp. parietariifolia (Becker ex Strail) Berher in Louis
- Mentha x sativa subsp. humifusa (Jord. ex Boreau) Berher in Louis 1887
- Mentha salebrosa Boreau 1857
- Mentha pumila Host 1831
- Mentha pulchella Host 1831
- Mentha prostrata Host 1831
- Mentha procumbens Thuill. 1799
- Mentha praticola Opiz ex Déségl. 1882
- Mentha praecox Sole 1798
- Mentha polymorpha Host 1831
- Mentha parietariifolia (Becker ex Strail) Wender. 1846
- Mentha palustris Moench 1794
- Mentha palatina F.W.Schultz 1856
- Mentha ocymoides Host 1831
- Mentha numularia Schreb. in Scheid.
- Mentha nessiana Opiz in Rochel 1833
- Mentha multiflora Host 1831
- Mentha marrubiastrum F.W.Schulz
- Mentha lapponica subsp. parietariifolia (Becker ex Strail) Neuman 1901
- Mentha lapponica Wahlenb. 1812
- Mentha lamiifolia Host [1831]
- Mentha intermedia Bluff & Fingerh. 1825
- Mentha hostii Boreau 1857
- Mentha hispidula Borbás non Boreau 1853
- Mentha gentiliformis Strail 1887
- Mentha foliicoma Opiz ex Déségl. 1882
- Mentha exigua L. 1759
- Mentha ehrhartiana Lej. & Courtois 1831
- Mentha dumosa Pérard 1878
- Mentha dubia Schreb. non Chaix ex Vill. 1787
- Mentha diversifolia Dumort. 1829
- Mentha divaricata Host 1831
- Mentha diffusa Lej. [1825]
- Mentha deflexa Dumort. 1829
- Mentha austriaca Jacq. 1778
- Mentha angustifolia Host 1831
- Mentha allionii Boreau 1857
- Mentha albae-carolinae Heinr.Braun 1898
- Mentha agrestis Sole 1789
- Mentha moenchii Pérard 1878
- Mentha fluviatilis Pérard 1878
- Mentha penardii Rydb. 1906
- Mentha glabrior Rydb. 1909
- Mentha atrovirens Host 1831[8]

## Nombre común
- Castellano: asanda, hierbabuena, hierba buena, menta, té del río, yerba buena de los campos.[9]